# CRAIC CR929
De CRAIC CR929 is een widebody-verkeersvliegtuig dat door een Chinees-Russisch consortium wordt ontwikkeld voor langeafstandsvluchten. Het oorspronkelijke doel was om vanaf 2024 de concurrentie aan te gaan met het duopolie van Boeing en Airbus, maar anno 2022 zijn er alleen enkele onderdelen gebouwd en hoopt men het toestel in 2030 te gaan testen. Het is onduidelijk in welke mate de Russische partners nog betrokken zijn.

## Ontwikkeling
In juli 2012 richtten het Chinese Comac en het Russische UAC een joint-venture op voor de ontwikkeling van de opvolger voor de Iljoesjin Il-96. De ontwikkeling zou naar verwachting zeven jaar duren en zeven tot twaalf miljard dollar kosten. UAC wilde een vliegtuig ontwikkelen met een vliegbereik van meer dan 12.000 kilometer, Comac dacht echter aan een vliegtuig voor middellange afstanden, met plaats voor 280 passagiers. In 2016 kwam er een ontwikkelingsprogramma met een budget van dertien miljard dollar. Het toestel moet een alternatief worden voor de Airbus A330 en de Boeing 787.

### CRAIC joint-venture
De samenwerking tussen Comac en UAC werd op 22 mei 2017 geformaliseerd in een 50-50 joint venture, de China-Russia Commercial Aircraft International Corporation (CRAIC). Het bijgestelde doel was om tussen 2025 en 2028 de eerste testvluchten en leveringen te maken. Met een toestel dat tien tot vijftien procent goedkoper in gebruik moet zijn, wil het bedrijf vóór 2035 een aandeel van tien procent in de markt voor widebody's. De totale investering zal dertien tot twintig miljard dollar bedragen. UAC en Comac streven ernaar om zo'n 7.000 toestellen te verkopen.
In 2017 werd er voor de naam CR-929 gekozen, waarbij CR staat voor China-Rusland.
Volgens plan moest het ontwerp goedgekeurd worden in 2021, met de eerste vlucht in 2023 en de marktintroductie in 2025. De eerste prototypes zouden worden aangedreven met westerse motoren, waarbij de Russian United Engine Corporation en de Chinese AECC hun gezamenlijk te ontwikkelen nieuwe motor in 2022 zouden testen, met het doel in 2027 een certificaat van luchtwaardigheid te krijgen voor de motoren. Voor het toestel zouden vrij veel westerse onderdelen nodig zijn en China wil westerse partners uitnodigen. Anno 2022 gelden echter internationale sancties tegen Rusland vanwege de Russisch-Oekraïense oorlog, zodat Rusland daarin niet mee kan gaan. Ook is er vertraging in oplevering van Russische onderdelen.
Door onenigheid tussen Comac en UAC over de toeleveranciers ontstond er vertraging in de verdere ontwikkeling van het toestel en werd de productiedatum verzet naar 2029. Anno 2022 sprak Denis Mantoerov, de Russische minister van Industrie en Handel, de intentie uit om in 2030 te gaan testen.
In augustus 2023 werd er besloten dat Rusland niet langer aan het project kon meewerken. Door de sancties die tegen het land gelden, liep de ontwikkeling vertraging op. Wel blijft het Russische UAC een leverancier.. De eerste vlucht van het toestel staat (met zeven jaar vertraging) in 2030 gepland.

### Productielocaties
Comac zal de romp, stabilo en kielvlak, allerhande stroomlijndelen, de neus en delen van het landingsgestel bouwen en UAC wordt verantwoordelijk voor de hoofdlandingsgestel, vleugels en motorpylonen. Onderdelen die in China goedkoper te produceren zijn, zullen daar geproduceerd worden. Het onderzoeks- en ontwikkelingscentrum wordt gevestigd in Moskou en de vliegtuigbouw zal plaatsvinden in Shanghai.

## Ontwerp
Er zijn drie varianten gepland: 
- 500-versie: deze vervoert 250 passagiers in drie klassen over 14.000 kilometer.
- 600-versie: deze vervoert 280 tot 291 passagiers over 12.000 kilometer.
- 700-versie: deze vervoert 320 passagiers over 10.000 kilometer